# Église Notre-Dame-de-Nazareth de Seyne
Pour les articles homonymes, voir Église Notre-Dame-de-Nazareth, Église Notre-Dame et Notre-Dame.
L'église Notre-Dame-de-Nazareth est une église située à Seyne, en France.

## Description
L’église Notre-Dame-de-Nazareth, de style roman, a globalement conservé son aspect primitif. Attribuée légendairement à Charlemagne, la construction du bâtiment actuel peut remonter au milieu du XIIe siècle. La façade occidentale est ornée d’une vaste rosace à douze rayons. Elle est également ornée d’un cadran solaire, composé sur une plaque de marbre, et datant de 1878. L’ancien porche a disparu. Son portail à voussures a conservé ses chapiteaux sculptés. La nef, longue de 28 m et haute de 14,5 m, est composée de trois travées voûtées en berceau, et séparées par des arcs doubleaux à double rouleau. Le chœur est à chevet plat, et voûté lui aussi en berceau. Avant le chœur, deux chapelles latérales forment un faux transept. Le portail de la façade sud est de style gothique (XIIIe siècle ou début du XIVe siècle). Il a la particularité d’être encadré de deux départs d’arches allant s’appuyer sur les contreforts qui l’encadrent. Les vantaux du portail datent de 1631. La flèche du clocher a été refaite après le siège du duc d’Épernon. Quelques travaux de consolidation (rejointoiement, restauration du contrefort sud-ouest) ont été faits en 1967.
Les chapiteaux sont sculptés de visages humains et de personnages aux corps tordus par les tourments que des diables leur infligent. Les fonts baptismaux ont 4 m de diamètre. L’église est classée monument historique depuis 1862.

## Localisation
L'église est située à Seyne, dans le département français des Alpes-de-Haute-Provence.

## Historique
L'édifice est classé au titre des monuments historiques en 1862.

## Mobilier
La Sainte-Famille de l’autel est peinte directement sur le panneau du retable, dans un style archaïque pour le XVIIe. La chaire en bois, au décor sculpté, datant du tournant des XVIIe et XVIIIe siècles, est classée.
Le mobilier de l’église comprend :
- plusieurs croix de procession, dont une en argent ornée d’émaux champlevés, du XVIe siècle (classée[15]) ;
- une sculpture sur bois en haut-relief de sainte Madeleine, dorée, du XVIIIe siècle, classée[16] ;
- l’autel et le tabernacle du couvent des dominicains, en bois doré, du XVIIe siècle (classé[17]) ;
- un tableau de la Sainte-Famille, du XVIe siècle, classé[18] ;
- un bénitier en marbre de Maurin, du XVIIe siècle[19] ;
- un tabernacle placé sous un baldaquin à six pieds, du XVIe siècle, venant du couvent des trinitaires, classé[20] ;

Enfin, le prêtre dispose de vêtements sacerdotaux au grand complet (chasuble, dalmatiques, chape, voile recouvrant le calice, bourse, étole, manipule), en satin broché, aux ornements colorés, avec une croix historiée d’un paysage, du XVIIIe siècle, ensemble unique pour le département, classé.